# Lorez Alexandria
Lorez Alexandria, nacida Dolorez Alexandria Turner (14 de agosto de 1929 – 22 de mayo de 2001), fue una cantante de jazz y góspel norteamericana, descrita como "una de las más dotadas cantantes de jazz del siglo XX".
Se estableció en el Medio Oeste antes de reubicarse en Los Ángeles a mediados de los años 60. Retrospectivamente los críticos de jazz la han comparado a Dinah Washington, Sarah Vaughan, Carmen McRae y Ella Fitzgerald. Publicó veinte álbumes en el curso de 36 años de carrera, antes de retirarse.

## Comienzos
Dolorez Alexandria Turner nació en Chicago. De joven empieza a cantar música gospel en coros de iglesia y viaja por el Medio Oeste con un grupo Baptista a cappela. Más tarde se introduce en el circuito de clubs de jazz de Chicago, siendo una intérprete regular en locales como el Brass Rail y el Cloister Inn. En Chicago, Alexandria alcanzó notoriedad local y grabó por primera vez para varias etiquetas locales independientes, especialmente King Records y más tarde Argo Records. Durante esta etapa temprana de su carrera estuvo estrechamente vinculada con el pianista, compositor y bandleader Walter "King" Fleming quién le proporcionó acompañamiento para su álbum de debut This is Lorez.

## Carrera

### King records
En 1957, Alexandria firmó con King Records. Ese mismo año publicó su primer álbum This is Lorez con el King Fleming Quartet, seguido de Lorez Sings Pres: A Tribute to Lester Young, que era un homenaje al legendario saxo tenor. Este segundo álbum fue recibido muy bien y amplió su popularidad. Participaron en el LP los trompetistas Paul Serrano y Cy Touff, con King Fleming como acompañante al piano. El álbum incluía varios temas del songbook de Billie Holiday, muy ligada a Lester Young. En el corte "No Eyes Blues" Alexandria ejecuta scats en la línea de Ella Fitzgerald.
Graba dos álbumes más para King Records en 1959, publicando los LP The Band Swings – Lorez Sings y Sing Songs That Everyone Knows back to back. En The Band Swings, Alexandria canta con una orquesta completa por primera vez y su prestación vocal recuerda el timbre de Sarah Vaughan y Carmen McRae.

### Argo records
En esta etapa Alexandria colabora con el pianista Ramsey Lewis, con quien había tocado desde 1958 y con algunos de los sidemen de Count Basie, publicando el LP Early in the Morning en Argo en 1960. En el tema del título prueba su confort interpretando blues, con el respaldo de la sección rítmica y las explosiones de notas blue de Lewis en el piano.
Produjo tres LP más en este sello – incluyendo Sing No Sad Songs for Me en 1961, con una sección de cuerda completa, y Deep Roots en 1962, con el trompetista Howard McGhee. Su último álbum para Argo, y el último álbum que hizo en Chicago, For Swingers Only, apareció en 1963 antes de trasladarse a California.

### Impulse! Records
Impulse!, era un sello de jazz subsidiario de ABC-Paramount Records, establecido en 1960 en Santa Mónica, California por el productor Creed Taylor. John Coltrane fue uno de los primeros artistas en firmar por el sello, que fue conocido posteriormente como "the house that Trane built." En 1964 Alexandria se trasladó a Los Angeles en busca de oportunidades para cantar en clubs y grabar. En seguida se hizo un hueco en locales reconocidos como Parisian Room y Marla's Memory Lane. Firmar para Impulse! Records supuso dar el salto a la difusión de su música a nivel nacional.
En 1964 apareció su álbum Alexandria the Great, el primero en Impulse!, producido por Bob Thiele, conocido por su trabajo con John Coltrane. Wynton Kelly la acompañó al piano, con Paul Horn y Bud Shank alternándose en la flauta, Victor Feldman en el vibráfono, Ray Crawford en la guitarra, Paul Chambers en el bajo y Jimmy Cobb en la batería. Chambers y Cobb eran la misma sección rítmica empleada por Miles Davis en su álbum Kind of Blue que también utilizaba frecuentemente a Kelly como pianista. Su interpretación del clásico "Somewhere Over the Rainbow", redefiniendo la textura de la composición, refleja su habilidad para renovar temas conocidos de todo el mundo.
Su segundo álbum en Impulse!, More of the Great Lorez Alexandria, fue publicado en 1964 y producido por Tutti Camarata. Poco después deja la compañía en el marco de la decisión de ABC Records de traspasar el jazz vocal a la parte pop del grupo.

## Estilo musical
En las notas de Alexandria the Great  escribe: "Mis abuela eran ministros y la hermana de mi madre está casada a un ministro Metodista así que esta influencia es muy fuerte. Todo el mundo en mi familia canta." a mediados de los años 60, en una entrevista para Down Beat, dijo que:
" Probé de hecho dejar de cantar con tonalidades religiosas...Quizás porque eran mis orígenes. El Gospelizing o uso del soul se ha extendido mucho en la profesión. Pero yo no soy una cantante de góspel. Cualquiera puede cantar espiritualmente sin ser catalogada como cantante de góspel."
Cuando fue preguntada por su estilo único de cantar, dijo "me diferencia mi sentimiento para el texto, cuento las historias e intento tener una dicción excelente, de modo que no haya que adivinar qué estoy diciendo. Algunas personas escuchan una canción durante años y no saben lo que dice el texto."

## Últimos discos
Desde 1978 hasta 1995, Alexandria publica diversos álbumes para diferentes sellos como Discovery, Trend y Muse. Entre 1980 y 1984, publica tres álbumes de tributo al compositor Johnny Mercer, Sings the Songs of Johnny Mercer, Vol. 1, Vol. 2: Harlem Butterfly, y Vol. 3: Tangerine. En Harlem Butterfly, Alexandria estuvo acompañada por el pianista de Los Angeles Gildo Mahones y su cuarteto, con Herman Riley en el saxo, Andy Simpkins en el bajo y Carl Burnett en la batería. En Tangerine fue respaldada por el Mike Wofford Quartet.
Gordon Brisker, el saxo tenor, contribuyó a la mayoría de arreglos para su álbum Dear to My Heart, de 1987 publicado por Trend Records. En este disco vuelve a demostrar su habilidad para hacer versiones originales y novedosas de estándars conocidos.  I'll Never Stop Loving You, su segundo álbum publicado en Muse Records en 1992 incluía a Herman Riley en el saxo tenor y la flauta y al pianista Gildo Mahones. En su álbum, Star Eyes, publicado en junio de 1993, Alexandria es acompañada por el saxo tenor Houston Person, el guitarrista Bruce Forman, el pianista Stan Hope, el bajo Peter Weiss y el batería Michael Carvin.
Poco después de publicar Star Eyes sufrió una embolia y nunca se acabó de recuperar. Se retiró en Gardena, California. En 1989, Impulse! reeditó Alexandria the Great y More of the Great Lorez Alexandria en un solo CD. Entre 2004 y 2005, Verve Records también reeditó esos discos separadamente.
En 2001, a la edad de 74 años, Alexandria murió, recordada por algunos como una de las vocalistas de jazz más subvaloradas del siglo XX.

## Discografía
- This Is Lorez – King Records 1957
- Lorez Sings Pres: A Tribute to Lester Young – King Records 1957
- The Band Swings, Lorez Sings – King Records 1959
- With the Ramsey Lewis Trio – Cadet Records 1960
- Singing Songs Everyone Knows – King Records 1960
- Early in the Morning – Argo Records 1960
- Sing No Sad Songs for Me – Argo Records 1961
- Deep Roots – Argo Records 1962
- For Swingers Only – Dusty Grove Records 1963
- Alexandria the Great – Impulse! Records 1964
- More of the Great Lorez Alexandria – Impulse! Records 1964
- Didn't We – Pzazz Records 1968
- In a Different Bag – Pzazz Records 1969
- How Will I remember You? – Discovery Records 1978
- A Woman Knows – Discovery Records 1979
- Sings the Songs of Johnny Mercer, Vol. 1 – Discovery Records 1980
- Sings the Songs of Johnny Mercer, Vol. 2: Harlem Butterfly – Discovery Records 1984
- Sings the Songs of Johnny Mercer, Vol. 3: Tangerine – Trend Records 1984
- Dear to My Heart – Trend Records 1987
- May I come In? – Muse Records 1991
- From Broadway To Hollywood-Trio Records 1977
- I'll Never Stop Loving You – Muse Records 1992
- Star Eyes – Muse Records 1993
- Talk About Cozy --  Hindsight Records 1995